# Бо Бріджес
Бо Бріджес (англ. Beau Bridges; 9 грудня 1941) — американський актор.

## Життєпис
Ллойд Бріджес III народився 9 грудня 1941 року в Голлівуді, в сім'ї акторів Ллойда Бріджеса та Дороті Дін Сімпсон. Прізвисько «Бо» батьки дали через схожисть з актором який грав сина Ешлі Вілкса у фільмі «Звіяні вітром». Його молодший брат Джефф Бріджес (1949) та сестра Люсінда Бріджес-Каннінгем (1954), ще один брат, Гері Бріджес, помер при народженні у 1947 році. Навчався у середній школі Venice High School, захоплювався баскетболом. Потім навчався в університеті Каліфорнії, пізніше перейшов у Гавайський університет, але в 1967 році кинув навчання.

## Кар'єра
Бо Бріджес дебютував на екрані у віці семи років у фільмах «Без шкідливих звичок», «Сила зла», «Рудий поні». Продовжив акторську кар'єру в 1960 році, коли почав зніматися у телесеріалах. За роль у фільмі «Заради любові до Айві» (1968), був вперше номінований на премію «Золотий глобус» як найкращий актор другого плану.

## Особисте життя
З 1964 по 1984 рік Бріджес був одружений з Джулі Лендфілд. У шлюбі вони всиновили хлопчика Кейсі (1969), пізніше у них народився власний син Джордан (1973). Після розлучення одружився з Венді Тріс. У них троє дітей: Ділан (1984), Емілі (1986) і Єзекіїль Джеффрі (1993).

## Вибіркова фільмографія

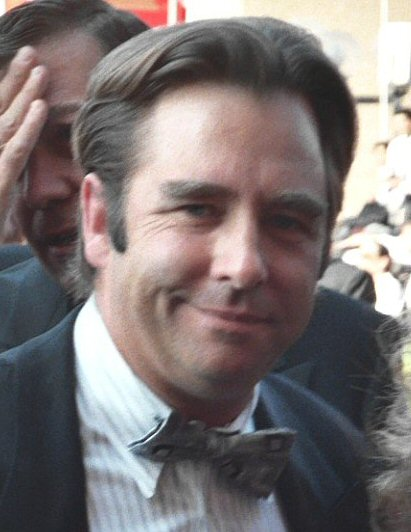
Бо Бріджес в 1993 році

| Рік       |    | Українська назва            | Оригінальна назва              | Роль                      |
| --------- | -- | --------------------------- | ------------------------------ | ------------------------- |
| 1975      | ф  | Інший бік гори              | The Other Side of the Mountain | Дік Буєк                  |
| 1980      | ф  | Гонщик «Срібної мрії»       | Silver Dream Racer             | Брюс Макбрайд             |
| 1981      | ф  | Шосе Хонкі-Тонк             | Honky Tonk Freeway             | Дуейн Гансен              |
| 1982      | тф | Свідок обвинувачення        | Witness for the Prosecution    | Леонард Воул              |
| 1984      | ф  | Готель «Нью-Гемпшир»        | The Hotel New Hampshire        | Він Беррі                 |
| 1987      | ф  | Час убивати                 | The Killing Time               | Сем Вейберн               |
| 1992      | ф  | Бічні удари                 | Sidekicks                      | Джеррі Габревскі          |
| 1997      | тф | Друга громадянська війна    | The Second Civil War           | Джим Фарлі                |
| 1997      | ф  | Ракетник                    | RocketMan                      | Бад Несбітт               |
| 2004      | тф | 10.5 балів                  | 10.5                           | президент Пол Голлістер   |
| 2006      | ф  | Добрий німець               | The Good German                | полковник Мюллер          |
| 2005—2006 | с  | Зоряна брама: Атлантида     | Stargate: Atlantis             | генерал-майор Генк Лендрі |
| 2005—2007 | с  | Зоряна брама: SG-1          | Stargate SG-1                  | генерал-майор Генк Лендрі |
| 2005—2008 | с  | Мене звати Ерл              | My Name Is Earl                | Карл Гікі                 |
| 2006      | ф  | Павутиння Шарлотти          | Charlotte’s Web                | доктор Доріан             |
| 2008      | в  | Зоряна брама: Ковчег правди | Stargate: The Ark of Truth     | генерал-майор Генк Лендрі |
| 2008      | в  | Зоряні брами: Континуум     | Stargate: Continuum            | генерал-майор Генк Лендрі |
| 2008      | ф  | Макс Пейн                   | Max Payne                      | Б.Б Генслі                |
| 2011      | ф  | Нащадки                     | The Descendants                | кузен Г'ю                 |
| 2011—2012 | с  | Білий комірець              | White Collar                   | агент Крамер              |
| 2012      | ф  | Хапай та тікай              | Hit and Run                    | Клінт Перкінс             |
| 2013—2016 | с  | Майстри сексу               | Masters of Sex                 | Бертон Скаллі             |
| 2013—2015 | с  |                             | The Millers                    | Том Міллер                |
| 2014      | мф | Казка про принцесу Каґую    | かぐや姫の物語                 | принц Курамочі            |
| 2016      | с  | Реанімація                  | Code Black                     | Піт Делейні               |
| 2016—2017 | с  | Родовід                     | Bloodline                      | Рой Гілберт               |
| 2017      | ф  | Гора між нами               | The Mountain Between Us        | Волтер                    |
| 2018      | ф  | Галвестон                   | Galveston                      | Стен                      |
| 2018—2020 | с  | Батьківщина                 | Homeland                       | Ральф Ворнер              |
| 2019      | ф  |                             | Supervized                     | Тед                       |
| 2020      | с  | Месія                       | Messiah                        | Едмунд Де Гілл            |
| 2020      | ф  | Одна ніч у Маямі            | One Night in Miami...          | містер Карлтон            |
| 2022      | ф  | Кінець дороги               | End of the Road                | Гаммерс                   |